# Třebařov
Třebařov är en ort i Tjeckien.   Den ligger i regionen Pardubice, i den östra delen av landet, 170 km öster om huvudstaden Prag. Třebařov ligger 354 meter över havet och antalet invånare är 977.
Terrängen runt Třebařov är platt åt sydväst, men åt nordost är den kuperad. Třebařov ligger nere i en dal. Runt Třebařov är det ganska glesbefolkat, med 27 invånare per kvadratkilometer. Närmaste större samhälle är Moravská Třebová, 8,4 km söder om Třebařov. Trakten runt Třebařov består till största delen av jordbruksmark.